# Neureclipsis proxima
Neureclipsis proxima is een fossiele soort schietmot uit de familie Polycentropodidae.